# Phyllanthus wingfieldii
Phyllanthus wingfieldii är en emblikaväxtart som beskrevs av Radcl.-sm.. Phyllanthus wingfieldii ingår i släktet Phyllanthus och familjen emblikaväxter. Inga underarter finns listade i Catalogue of Life.